# トレンチーン - ヒノラニ線
トレンチーン - ヒノラニ線（スロバキア語: Železničná trať Trenčín – Chynorany）は、スロバキア国鉄の鉄道線の名称である。路線番号は143。1901年に開業した。

## 運行形態

### 快速「レギオナルエクスプレス(REX)」
- ヒノラニ - トレンチーン　【平日運行】
一日1往復の運行。
2019年以前は普通列車として、各駅に停車していた。2020年度に途中駅通過の普通列車となり、2020年末に停車駅そのままで快速に格上げされた。

### 普通
- ヒノラニ - トレンチーン
一日3往復の運行。うち1往復が120号線トレンチャンスカ・テプラーあるいはホルネー・スルニェ発着となり、南行片道1本が140号線トポリチャニまで乗り入れる。
2018年以前は、全て各駅停車であった他、120号線直通列車はテプラー始発の片道1本のみであった。2019年以前は、1-3往復が140号線トポリチャニまで乗り入れていた。夜間のホルネー・スルニェ行片道1本のみ、快速相当の停車駅で運行していた。

## 駅一覧
以下では、スロバキア国鉄143号線の駅と営業キロ、停車列車、接続路線などを一覧表で示す。なお、全て各駅停車である。
| 路線名 | 駅名                               | 駅間営業キロ | 累計営業キロ | REX | Os | 接続路線                                                             | 所在地         | 所在地                             |
| ------ | ---------------------------------- | ------------ | ------------ | --- | -- | -------------------------------------------------------------------- | -------------- | ---------------------------------- |
| 121    | ヒノラニ駅                         | -            | 0.0          | ■   | ■  | 140号線（プリェヴィヅァ方面、ノヴェー・ザームキ/ブラチスラヴァ方面） | トレンチーン県 | パルチザーンスケ郡                 |
| 121    | オストラチツェ駅                   | 8.0          | 8.0          | ■   | ■  |                                                                      | トレンチーン県 | パルチザーンスケ郡                 |
| 121    | リバニ駅                           | 3.5          | 11.5         | ■   | ■  |                                                                      | トレンチーン県 | バーノヴツェ・ナド・ベブラヴォウ郡 |
| 121    | ドルネー・ナシチツェ駅             | 1.6          | 13.1         | ｜  | ■  |                                                                      | トレンチーン県 | バーノヴツェ・ナド・ベブラヴォウ郡 |
| 121    | バーノヴツェ・ナド・ベブラヴォウ駅 | 3.5          | 16.6         | ■   | ■  |                                                                      | トレンチーン県 | バーノヴツェ・ナド・ベブラヴォウ郡 |
| 121    | ホルネー・オゾロヴツェ駅           | 2.4          | 19.0         | ｜  | ■  |                                                                      | トレンチーン県 | バーノヴツェ・ナド・ベブラヴォウ郡 |
| 121    | ルスコヴツェ駅                     | 3.0          | 22.0         | ■   | ■  |                                                                      | トレンチーン県 | バーノヴツェ・ナド・ベブラヴォウ郡 |
| 121    | スヴィンナー駅                     | 4.4          | 26.4         | ■   | ■  |                                                                      | トレンチーン県 | トレチーン郡                       |
| 121    | トレンチャンスケ・ヤストラビェ駅   | 4.6          | 31.0         | ■   | ■  |                                                                      | トレンチーン県 | トレチーン郡                       |
| 121    | ムニーホヴァ・レホタ駅             | 5.0          | 36.0         | ■   | ■  |                                                                      | トレンチーン県 | トレチーン郡                       |
| 121    | ソブラホフ駅                       | 6.5          | 42.5         | ｜  | ■  |                                                                      | トレンチーン県 | トレチーン郡                       |
| 121    | トレンチャンスカ・トゥルナー駅     | 3.6          | 46.1         | ■   | ■  |                                                                      | トレンチーン県 | トレチーン郡                       |
| 121    | トレンチーン郊外駅                 | 3.4          | 49.5         | ｜  | ■  |                                                                      | トレンチーン県 | トレチーン郡                       |
| 121    | トレンチーン駅                     | 2.2          | 51.7         | ■   | ■  | 120号線（コシツェ方面、ブラチスラヴァ方面）                          | トレンチーン県 | トレチーン郡                       |